# Les Sorinières

Localització de Les Sorinières

Les Sorinières (en bretó Kersoren, en gal·ló Lès Soreinèrr) és un municipi francès, situat a la regió de país del Loira, al departament de Loira Atlàntic, que històricament ha format part de la Bretanya. L'any 2006 tenia 7.251 habitants. Limita amb els municipis de Rezé, Vertou, Le Bignon i Pont-Saint-Martin (Loira Atlàntic).

## Demografia
| 1962                                       | 1968  | 1975  | 1982  | 1990  | 1999  |
| ------------------------------------------ | ----- | ----- | ----- | ----- | ----- |
| 1.821                                      | 2.194 | 3.149 | 4.299 | 5.179 | 6.239 |
| Des de 1962: població sense dobles comptes |       |       |       |       |       |

## Administració
| Període | Identitat           | Partit |
| ------- | ------------------- | ------ |
| 2001-   | Christian Couturier | PS     |